# Nuit 17 à 52
Za božicu, pogledajte „Nuit”.
„Nuit 17 à 52” (fra. nuit = „noć”) pjesma je francuske pjevačice Christine and the Queens (Héloïse Letissier). Objavljena je 3. lipnja 2013. godine te je dio albuma Chaleur humaine. U Ujedinjenom Kraljevstvu i Sjedinjenim Američkim Državama, pjesma je zamijenjena engleskom inačicom „Night 52”. Pjesmu je napisala sama Letissier.

## Video spot
Video spot za pjesmu „Nuit 17 à 52” objavljen je na YouTubeu 12. lipnja 2013. te traje tri minute i 55 sekunda. U tom crno-bijelom videu, Christine and the Queens glumi nekoliko likova.